# Esperiopsis flagellum
Esperiopsis flagellum är en svampdjursart som beskrevs av William Lundbeck 1905. Esperiopsis flagellum ingår i släktet Esperiopsis och familjen Esperiopsidae. Inga underarter finns listade i Catalogue of Life.